# Guillaume Drozdz
Guillaume Drozdz est un joueur français de hockey sur glace né le 7 août 1981 à Saint-Saulve.
Il a été formé au club de Valenciennes dans le Nord de la France.
À son palmarès, en plus de la Coupe de France remportée en 2007 avec les Ducs d'Angers, on peut citer un titre de vice-champion de Belgique Junior. Les Diables Rouges de Valenciennes ont participé au championnat belge catégorie Juniors durant une saison. Ils ont fini 1er de la saison réguliére et ont perdu la finale des play-offs contre le club de Deurne. Guillaume Drozdz a été l'un des meilleurs joueurs de son équipe.
Il a toujours eu un très gros shoot ainsi qu'un bon coup de patin, il a marqué de nombreux buts avec ses missiles de la ligne bleue.
En 2006/2007, Guillaume Drozdz a bouclé sa deuxième saison au poste de défenseur chez les Ducs d'Angers au plus haut niveau français. Guillaume porte le numéro 10.
Avant de jouer à Angers, Guillaume a joué à Cholet en N2.

## Statistiques
Pour les significations des abréviations, voir Statistiques du hockey sur glace.

### En club
| Saison  | Équipe           | Ligue        |    | Saison régulière | Saison régulière | Saison régulière | Saison régulière | Saison régulière |   | Séries éliminatoires | Séries éliminatoires | Séries éliminatoires | Séries éliminatoires | Séries éliminatoires |
| Saison  | Équipe           | Ligue        | PJ | B                | A                | Pts              | Pun              | PJ               | B | A                    | Pts                  | Pun                  |                      |                      |
| 2005-06 | Angers           | Ligue Magnus | 22 | 1                | 3                | 4                | 10               |                  |   |                      |                      |                      |                      |                      |
| 2006-07 | Angers           | Ligue Magnus | 27 | 1                | 10               | 11               | 24               |                  |   |                      |                      |                      |                      |                      |
| 2007-08 | Morzine-Avoriaz  | Ligue Magnus | 26 | 2                | 3                | 5                | 18               |                  |   |                      |                      |                      |                      |                      |
| 2008-09 | Cholet           | Division 2   | 18 | 4                | 18               | 22               | 42               | 6                | 3 | 3                    | 6                    | 6                    |                      |                      |
| 2009-10 | Cholet           | Division 2   | 17 | 11               | 11               | 22               | 74               | 4                | 0 | 1                    | 1                    | 6                    |                      |                      |
| 2010-11 | La Roche sur Yon | Division 2   | 12 | 2                | 5                | 7                | 8                | 2                | 0 | 0                    | 0                    | 2                    |                      |                      |
| 2011-12 | Cholet           | Division 2   | 18 | 4                | 10               | 14               | 14               | 2                | 0 | 0                    | 0                    | 0                    |                      |                      |
| 2012-13 | Cholet           | Division 2   | 16 | 4                | 10               | 14               | 16               | 9                | 7 | 8                    | 15                   | 14                   |                      |                      |
| 2013-14 | Cholet           | Division 1   | 26 | 3                | 10               | 13               | 63               | 2                | 0 | 0                    | 0                    | 2                    |                      |                      |